# Delta Momma Blues
 (mars 2019).
Albums de Townes Van Zandt
Our Mother the Mountain
(1969) High, Low and In Between
(1972)
Delta Momma Blues est le quatrième album de l'auteur compositeur et chanteur de folk/country Townes Van Zandt publié en 1971.
À la différence de ses albums précédents enregistrés à Nashville qui étaient influencés par la musique folk des Appalaches et la musique country, celui-ci, enregistré à New York, est influencé pas le blues.

## Liste des chansons
Sauf indication contraire tous les morceaux sont crédités Townes Van Zandt.
| \| 1. \| FFV \| Traditionnel, arrangé par Van Zandt \| 3:37 \| \| 2. \| Delta Momma Blues \| Van Zandt, Cado Parish Studdard, Matthew Moore \| 4:01 \| \| 3. \| Only Him or Me \| \| 2:32 \| \| 4. \| Turnstyled, Junkpiled \| \| 3:26 \| \| 5. \| Tower Song \| \| 4:10 \| \| 6. \| Come Tomorrow \| \| 2:29 \| \| 7. \| Brand New Companion \| \| 4:46 \| \| 8. \| Where I Lead Me \| \| 2:52 \| \| 9. \| Rake \| \| 4:07 \| \| 10. \| Nothin \| \| 2:46 \| \| 32:55 \| \| \| \| |                       |                                                |       |
| No | Titre                 | Auteur                                         | Durée |
| 1. | FFV                   | Traditionnel, arrangé par Van Zandt            | 3:37  |
| 2. | Delta Momma Blues     | Van Zandt, Cado Parish Studdard, Matthew Moore | 4:01  |
| 3. | Only Him or Me        |                                                | 2:32  |
| 4. | Turnstyled, Junkpiled |                                                | 3:26  |
| 5. | Tower Song            |                                                | 4:10  |
| 6. | Come Tomorrow         |                                                | 2:29  |
| 7. | Brand New Companion   |                                                | 4:46  |
| 8. | Where I Lead Me       |                                                | 2:52  |
| 9. | Rake                  |                                                | 4:07  |
| 10. | Nothin                |                                                | 2:46  |
| 32:55 |                       |                                                |       |

## Réception
Pour le magazine American Songwriter, Only Him Or Me, Rake et Tower Song font partie des 20 meilleures chansons de Townes Van Zandt.

## Production
- Produit par Kevin Eggers et Ronald Frangipane
- Enregistrement par Brooks Arthur

## Utilisation de ses chansons

### Films
- Tower Song en 2015, dans Zurich de Sacha Polak[3].
- En 2004,  dans le documentaire qui lui est consacré, Be Here to Love Me: A Film About Townes Van Zandt : Delta Momma Blue, Brand New Companion, Where I Lead Me, Rake, Nothin[3].

### Séries TV
- Where I Lead Me est utilisé en 2018 dans l'épisode 4 de la saison 1 de la série Counterpart[3].

### Reprises
- Turnstyled, Junkpiled a été repris par Richard Dobson and Jad Fair.
- Brand New Companion a été repris par Johnny Dowd pour un album de 2007 hommage à Van Zandt tribute.
- Where I Lead Me a été repris par Chris Buhalis sur son album de 1998 Kenai Dreams.
- Rake a été repris par Ben Demerath, Drunk, Barbara Gosza, and Rhonda Harris.
- Nothin' a été repris par Colter Wall sur son EP de 2015 Imaginary Appalachia et par Robert Plant et Alison Krauss sur leur album de 2007 Raising Sand.
- Delta Momma Blues a été repris par Hurray for the Riff Raff sur leur album My Dearest Darkest Neighbor.